# Praga Mignon
Der Praga Mignon war ein Mittelklassewagen, der von 1911 bis 1929 in etlichen Varianten gebaut wurde.

## Varianten
1.–3. Serie: Der wassergekühlte Vierzylindermotor hatte 70 mm Bohrung und 120 mm Hub und entwickelte 22 PS (16 kW) bei 1800/min. Das Getriebe hatte 4 Vorwärts- und einen Rückwärtsgang. Der Verbrauch lag bei 10,5 Litern Benzin und 0,5 l Öl/100 km. 1911 wurden 30, 1913 weitere 30 und 1914 25 Fahrzeuge hergestellt und zum Listenpreis von 8.000 bis 13.200 österreichischen Kronen (je nach Ausführung) verkauft.
4.–15. Serie (außer 12.): Der Motor wuchs auf 75 × 130 mm Bohrung × Hub und leistete jetzt 30 PS (22 kW) bei 2000/min; ab 1926 waren es 34 PS (25 kW) bei 2000/min. Der Verbrauch lag bei 12–14 Litern Benzin und 0,4 Litern Öl auf 100 km. Von 1915 bis 1917 wurden 110 Stück, von 1920 bis 1928 weitere 750 Stück hergestellt. Der Preis betrug 1915 etwa 13.200 österreichische, 1926 ca. 110.000 Tschechoslowakische Kronen.
12. Serie: 100 Stück mit einer auf 69 mm reduzierten Bohrung, gebaut 1925. Leistung 29 PS (21 kW) bei 2400/min.
16.–17. Serie: Neuer Sechszylindermotor mit 70 × 108 mm Bohrung × Hub. 47 PS (35 kW) bei 3000/min, Verbrauch 14–16 Liter Benzin auf 100 km. Preis 69.000 bis 105.000 Kronen. 202 Stück von 1927 bis 1928.
18. Serie: Die Leistung stieg auf 50 PS (37 kW), der Verbrauch auf 18–19 Liter auf 100 km, der Preis fiel auf max. 99.000 Kronen. 200 Stück 1929 gebaut.
Nachfolgend eine Übersicht über die technischen Daten der einzelnen Varianten:
| Typ          | Leergewicht (kg) | Länge (m) | Breite (m) | Radstand (m) | Zylinder | Hubraum (cm³) | Motorleistung (PS) | Höchstgeschwindigkeit (km/h) |
| ------------ | ---------------- | --------- | ---------- | ------------ | -------- | ------------- | ------------------ | ---------------------------- |
| 1.–3. Ser.   | 660              | 4,45      | 1,52       | 2,70         | 4        | 1846          | 22                 | 70                           |
| 4.–6. Ser.   | 780              | 4,50      | 1,58       | 2,90         | 4        | 2296          | 30                 | 70                           |
| 7.–11. Ser.  | 880              | 4,50      | 1,62       | 2,90         | 4        | 2296          | 30                 | 75                           |
| 12. Ser.     | 900              | 4,60      | 1,60       | 3,10         | 4        | 1936          | 29                 | 80                           |
| 13.–15. Ser. | 900              | 4,60      | 1,60       | 3,10         | 4        | 2296          | 34                 | 90                           |
| 16. Ser.     | 1200             | 4,42      | 1,65       | 3,25         | 6        | 2498          | 47                 | 90                           |
| 17. Ser.     | 1200             | 4,86      | 1,65       | 3,25         | 6        | 2498          | 47                 | 90                           |
| 18. Ser.     | 1300             | 4,825     | 1,65       | 3,25         | 6        | 2636          | 50                 | 90                           |